# 醋酸格拉替雷
醋酸格拉替雷（INN：glatiramer acetate）是一種由丙氨酸、谷氨酸、赖氨酸和酪氨酸等四种氨基酸组成的大小不同多肽混合物，属于非生物复合药物。它是一種治療多发性硬化症的免疫調節藥物，透过控制發炎反应達到免疫调节的效果，保护神经並减少疾病的复发，此外，它的結構与髓鞘鹼性蛋白类似，因此可能使攻擊它的自體抗体失效。主要針對復發型多發性硬化症，包括：臨床單一症候群、復發缓解型和活动性續發進行性多發性硬化症。
醋酸格拉替雷已獲美國食品藥物管理局 (FDA) 批准用來治療多發性硬化症，可以減少疾病的復發，但無法阻止病情惡化或減緩殘疾。觀察性研究（而非隨機對照試驗）顯示它可能會減緩殘疾進展。雖然多發性硬化症的診斷，通常需要等待病情反覆發作（兩次或以上）後才能確定，但有時會在第一次發作時就使用此藥，預防疾病惡化。給藥方式為皮下注射。
常见副作用包括注射部位疼痛、皮疹、呼吸急促和胸痛。其他副作用包括可能潮紅、焦虑、脂肪萎缩和肝功能異常。虽然孕期使用對胎兒無明显傷害，但安全性仍不明確。
此藥物已列入世界衛生組織基本藥物標準清單之中。

## 歷史
醋酸格拉替雷首次由以色列魏茲曼科學研究學院發現。並進行3項主要臨床試驗以證明其安全性和有效性：第1項試驗為單中心、雙盲、安慰劑對照試驗，參與試驗的患者有50名。第2項試驗為前後共兩年的多中心、隨機、雙盲、安慰劑對照試驗，參與的有251名患者。第3項試驗為雙盲磁振造影（MRI）研究，參與的有239名患者。

## 醫療用途
醋酸格拉替雷適用於治療成人復發型多發性硬化症，包括臨床上孤立症候群、復發緩解型和活動性2級進行性型。
考科藍合作組織於2010年發表的綜述，結論是醋酸格拉替雷對"復發型相關的臨床結果"具有部分療效，但對治療疾病進展無效。因此FDA批准其用於降低復發頻率，但不適用於減緩殘疾進展。
針對前述原試驗進行過為期15年的隨訪，將繼續使用醋酸格拉替雷的患者和退出試驗的患者進行比較。繼續使用醋酸格拉替雷的患者的復發率降低，殘疾進展減緩，發展為2級進行性MS的風險降低。 然而這不再是一項隨機對照試驗，因此不具有可比性。並沒發現任何長期使用此藥物會產生安全性問題。

## 不良反應

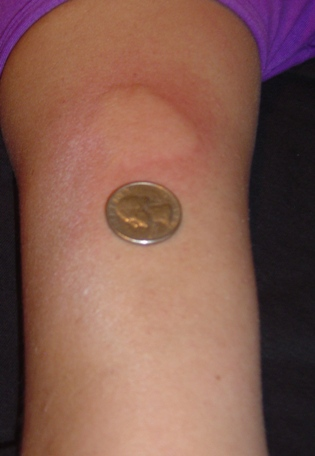
患者左上臂注射醋酸格拉替雷的部位出現的副作用。

使用後出現的不良副作用是大約有30%的使用者出現注射部位腫塊（注射部位反應），以及約10%的使用者出現疼痛、發燒、發冷（類似流行性感冒症狀）。副作用症狀通常輕微。有報告指出在注射後不久，有高達5%的患者會出現潮紅、呼吸急促、胸痛、焦慮和心跳加速的反應（通常是因意外注射入靜脈後發生）。這類副作用在30分鐘內會消退。在重複注射部位因局部脂肪組織遭到破壞，可能會出現凹陷（稱為脂肪萎縮）。虽然孕期使用無明显危害，但安全性尚未充分研究。
根據FDA發佈開立處方的資訊，醋酸格拉替雷也可能引起較嚴重的副作用，如對循環系統、消化系統（含肝臟損傷）、造血系統、淋巴系統、肌肉骨骼系統、神經系統、呼吸系統、泌尿生殖系統以及特殊感官（尤其是眼睛）的嚴重副作用。 也有報導指出會導致代謝和營養失調，然而尚未證實醋酸格拉替雷與這些不良反應之間存在關聯。
此藥物也可能引發皮膚淋巴組織增生症。

## 作用機轉
醋酸格拉替雷是一種隨機聚合物（平均分子質量為16.4千道爾頓（kDa）），由髓鞘鹼性蛋白中的四種氨基酸（麩胺酸、離氨酸、丙胺酸和酪氨酸）組成的隨機大小肽混合物。 髓鞘鹼性蛋白是神經元髓鞘中的抗原，會在多發性硬化症患者體內刺激自體免疫反應，因此肽的作用可能是作為誘餌，引發攻擊性免疫細胞發揮作用。
雖然醋酸格拉替雷的作用機制尚未完全闡明，據信其作用機制是調節多發性硬化症發病機制的免疫過程。給藥醋酸格拉替雷後，可將T細胞群體從促炎性Th1細胞轉變為抑制炎症反應的調節性Th2細胞。此過程是通過抑制Th1細胞分泌促炎性細胞因子（IL-1、IL-12、TNF、INFγ），而誘導Th2細胞穿過血腦屏障並產生抗炎性細胞因子（IL-4、IL-5、IL-13、IL-10、TGF-β）來達成。由於醋酸格拉替雷與髓鞘鹼性蛋白相似，而可能成為誘餌，將針對髓鞘的自身免疫反應轉移。 在實驗性自身免疫性腦脊髓炎 (EAE）的動物實驗模型的研究中 - 此病症經由免疫動物體內含有髓鞘的中樞神經系統衍生物質而誘發 - 而得支持前述假設的結果。在動物和體外系統的研究中，顯示施用醋酸格拉替雷後，在周邊誘導產生專門針對自身的調節性T細胞 (Tregs)，並激活它們，以抑制對髓鞘鹼性蛋白的攻擊。
然而血腦屏障的完整性不受醋酸格拉替雷顯著影響，至少在治療早期階段如此。 臨床試驗顯示醋酸格拉替雷可減少多發性硬化症發作的頻率和嚴重程度。

## 社會與文化

### 銷售
醋酸格拉替雷已獲全球多國批准上市，包括美國、以色列、加拿大和24個歐盟國家。此藥物在1997年獲准在美國用於醫療用途。於2000年8月在英國獲准上市（首次在歐洲市場獲准），並於同年12月推出。隨後通過相互承認程序在歐盟各國獲得批准。 伊朗正推動在其國內生產。

### 專利狀態
諾華製藥子公司山德士製藥自2015年開始銷售品牌名稱為Glatopa的通用名藥物，Glatopa為梯瓦製藥生產的20毫克製劑的仿製品，需每天注射。
梯瓦製藥本身開發出一種長效的40毫克製劑，於2015年上市，每週注射3次即可。FDA於2017年10月批准另一通用名藥物 - 由印度Natco Pharma製藥製造，並由荷蘭公司邁蘭製藥負責進口和銷售。山德士製藥製造的通用名藥物（每劑40毫克劑量）於2018年2月獲得FDA批准。而有製造通用名藥物業者對梯瓦製藥在長效40毫克產品的專利申請提出異議，因為如果其中任何一項申請得到核准，將會阻止其他藥廠的類似長效產品上市。
雖然梯瓦製藥在藥物化學方面的專利於2015年到期，但它又獲得涵蓋長效藥劑釋放的新專利。由製藥界競爭對手於2016年至2017年期間發起的訴訟，導致前述梯瓦製藥新專利被認定無效。美國聯邦巡迴上訴法院於2018年10月維持專利無效判決，理由是申請的內容非創造性，且顯而易見（參見創造性和非顯而易見性）。該案例反映出品牌藥廠所採"常青樹策略"中更深層次具爭議性的本質。歐盟執行委員會於2024年10月31日對梯瓦製藥處以4.626億歐元的罰款，理由為"該公司濫用專利制度並詆毀競爭對手，以延誤其他治療多發性硬化症藥物的生產（梯瓦企圖濫用專利制度和發動針對其他格拉替雷生產商的誤導性宣傳活動來阻礙別它們進行生產）"。